# Курія-Мурія
Острови Курія-Мурія (араб. جزر خوريا موريا — «Джазаїр Хурійа Мурійа») — група належних до Оману островів в Аравійському морі, за 40 км від південно-східного узбережжя країни. В групі п'ять островів загальною площею 73 км², з заходу на схід: Аль-Хасікія, Ас-Савда, Аль-Халланія, Карзавіт і Аль-Кіблія. Постійне населення є лише на Аль-Халланії, найкрупнішім з них (56 км²). Острови складаються в основному з граніту і становлять собою вершини затопленого гірського хребта; максимальна висота над рівнем моря 502 м. Населення 85 осіб (1967). Сучасні жителі островів в основному займаються рибальством, використовуючи, як за старожитніх часів, надуті шкури тварин як плавальні засоби.

## Історія
Вважається, що саме ці острови згадуються в письмових джерелах I сторіччя нашої ери під назвою Insulae Zenobii.
Населення повністю залишило острови в 1818 році, шукаючи порятунку від частих піратських наїздів. Пізніше контроль над островами здобув султан Маскату (згодом — Маскат і Оман, потім — Оман). Султан поступився островами Великій Британії у 1854 році; у 1937 році острови були приєднані до британської колонії Аден.
До 1953 року острови належали до юрисдикції британського губернатора Адена, потім — британського верховного комісара зі штаб-квартирою в Адені. В 1963 році вони були передані під контроль британського політичного резидента в Перській затоці, що мав базу на Бахрейні. 30 листопада 1967 року острови були повернені під контроль Маската і Омана, котрий в той час, в свою чергу, знаходився під протекторатом Великої Британії.
В 1971 році Маскат і Оман разом с островами одержав повну незалежність як Султанат Оман.
Після одержання у 1967 році Південним Єменом незалежності від Великої Британії він якийсь час заявляв про свої права на острови і в грудні 1967 року навіть подав протест в ООН проти передачі островів Маскату. Хоча ця історія, як видно, не мала продовження, ще в 1990 році на радянських картах острови зображалися як належні до Південного Ємену (НДРЄ — Народно-Демократична Республіка Ємен), котрий активно співпрацював з Радянським Союзом і декларував намір будувати соціалізм.